# Польська мова
По́льська мо́ва (пол. język polski, polszczyzna; МФА: [ˈjɛ̃zɨk ˈpɔlʲskʲi] ( прослухати), МФА: [pɔlˈʂt͡ʂɨzna] ( прослухати)) — західнослов'янська мова лехітської групи, яка використовує латинську абетку. Належить до індоєвропейської мовної сім'ї, є однією зі слов'янських мов, що входять до більшої балто-слов'янської гілки. Нею розмовляють переважно в Польщі як рідною для поляків. Окрім того, що вона є державною мовою Республіки Польща і офіційною мовою Європейського Союзу, вона також використовується польськими меншинами в інших країнах. У світі понад 50 млн носіїв польської мови — це шоста за поширеністю мова в Європейському Союзі. Польська мова підрозділяється на регіональні діалекти та підтримує строгі розрізнення займенників «ти» і «ви», шанобливе звернення та різні формальності при зверненні до окремих осіб.
Польська мова використовує традиційну польську абетку із 32 літер, який має дев'ять діактритиків до літер основної 26-літерної латинки (ą, ć, ę, ł, ń, ó, ś, ź, ż). Літери x, q і v іноді входять до розширеного 35-літерного алфавіту, однак вони не використовуються в польських словах, а лише в запозиченнях. Набір фонем складається з 23 приголосних і 9 голосних, у тому числі двох носових голосних, які визначаються перевернутим діакритичним гачком під назвою «огонек» (ę, ą). Польська мова є синтетичною і флективною мовою, яка має сім граматичних відмінків, і є однією з небагатьох мов у світі, що має безперервний передостанній наголос, лише за кількома винятками, і єдиною у своїй групі, яка має велику кількість піднебінних приголосних. Сучасний різновид польської мови виник у 1700-х роках як наступник середньовічної старопольської (X–XVI ст.) та середньопольської (XVI–XVIII ст).
Серед основних мов вона найбільш близька до словацької та чеської, але відрізняється вимовою та загальною граматикою. Українська мова має 70 % спільної лексики з польською мовою (найбільше після білоруської мови, з якою схожа на 84 %), коли з російською — приблизно 62 %. Крім того, польська мова зазнала глибокого впливу латинської та інших романських мов, таких як італійська та французька, а також германських мов (насамперед німецької), що сприяло появі великої кількості запозичень та подібних граматичних структур.
Широке використання нестандартних діалектів також сформувало стандартну мову; значні розмови та вирази були безпосередньо запозичені з німецької чи їдиша, а згодом перейняли в народну мову польської, яка використовується в повсякденному вжитку.
Історично польська мова була лінґва франка, важливою як дипломатично, так і академічно в Центральній та частині Східної Європи. Сьогодні польською мовою як рідною мовою в Польщі розмовляють приблизно 38 мільйонів людей. Нею також говорять як другою мовою у Східній Німеччині, Північній Чехії та Словаччині, західних частинах Білорусі та України, а також на південному сході Литви та Латвії. Через еміграцію з Польщі в різні періоди часу, особливо після Другої світової війни, мільйони польськомовних людей можна знайти в таких країнах, як Канада, Аргентина, Бразилія, Ізраїль, Австралія, Сполученому Королівстві та Сполучені Штати Америки.

## Поширення

### Діалекти
Польська мова стала більш однорідною в другій половині 20-го століття, частково через переселення кількох мільйонів поляків зі сходу на захід країни. Це переселення стало наслідком двох подій: радянської анексії Кресів 1939 року та приєднання колишніх німецьких територій після Другої світової війни. Цій тенденції до більшої однорідности мови сприяла також авторитарна форма Польської Народної Республіки.
Мешканці різних регіонів Польщі досі розмовляють літературною польською трохи по-різному, хоча відмінності між цими «діалектами» є незначними. Людина, для якої польська є рідною, запросто зрозуміє ці варіанти мови. Натомість труднощі з розумінням регіональних особливостей можуть виникнути в людини, для якої польська не є рідною.
Існує сім великих польських діалектів. Серед них троє основних:
- Великопольський (захід).
- Малопольський (південь і південний схід).
- Мазовецький (центр та схід).

Два з них опинилися за межами сучасної Польщі:
- Північнокреський (Литва і Білорусь). Іноді його об'єднують з мазовецьким діалектом.
- Південнокреський (Україна). Цей діалект фактично припинив існування внаслідок переселення українських поляків на захід Польщі в 1940-х роках. Ті його рештки, що поширені на південному сході Польщі, часто об'єднують із малопольським діалектом.

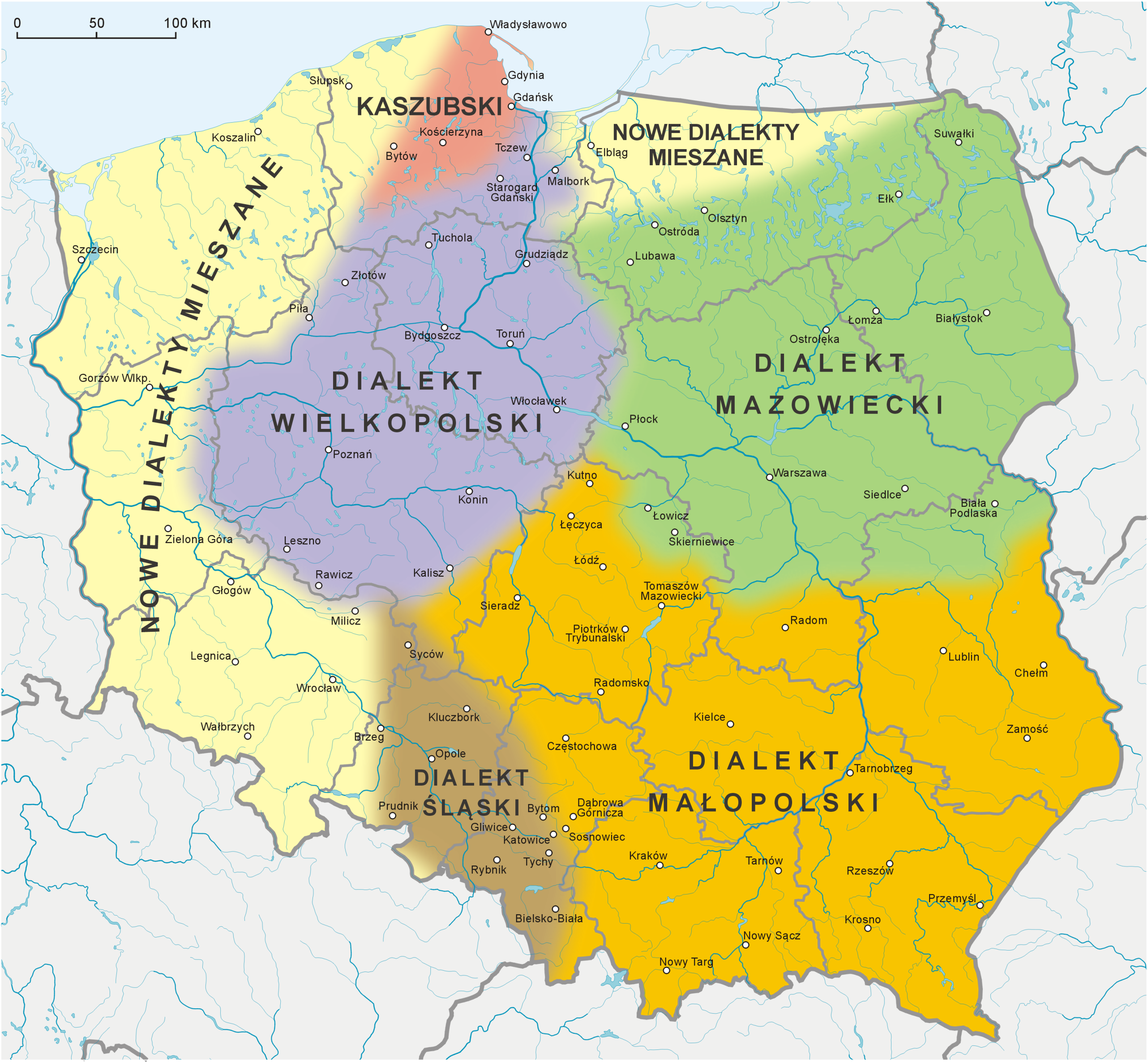
Мапа польських діалектів (на ній немає креських діалектів, натомість показано територію поширення нових мішаних діалектів).

Ще два часто класифікують як окремі мови:
- Сілезький (південний захід). Групу сілезьких діалектів частіше класифікують як окрему сілезьку мову. Мова поширена в Сілезії на захід від Катовиць. Згідно з переписом 2002 року нею розмовляють бл. 60 тис. осіб.
- Кашубський (північний захід). Має статус, подібний до сілезького. Кашубська мова поширена в Помор'ї на захід від Ґданська (узбережжя Балтійського моря). Згідно з переписом 2002 року кашубською мовою розмовляють бл. 53 тис. осіб.

На колишніх німецьких землях, заселених поляками після Другої світової війни, утворилася мішанина різних діалектів, яку називають «нові мішані діалекти».
До інших характерних, але менших за поширеністю діалектів належать:
- Гуральський діалект (gwara podhalańska), поширений у гірських районах біля кордону з Чехією та Словаччиною. На формування цього діалекту вплинула румунська мова, більшість міських поляків погано його розуміють.[26]
- Познанська ґвара, поширена в Познані та певною мірою в усьому регіоні, що колись належав Пруссії (за винятком Верхньої Сілезії); в ній відчутно значний вплив німецької мови.
- У деяких містах існують свої місцеві говірки — наприклад, у Варшаві. Варшавською ґварою частково розмовляють в районі Праґа, що на східному березі Вісли (Праґа — це єдина частина Варшави, чиє населення лишилося відносно незмінним після Другої світової війни). Втім ці говірки зараз зникають, змішуючись із розмовною польською мовою.
- Багато поляків за кордоном (наприклад, у США), чиї родини покинули Польщу одразу ж після Другої світової війни вживають у своїй повсякденній мові слова, притаманні першій половині 20-го століття, які тепер, з точки зору сучасних мешканців Польщі, звучать архаїчно.

### За межами Польщі
Польська мова поширена також серед поляків, які мешкають на змішаних етнічних територіях за межами Польщі, головно в сусідніх із Польщею країнах — в Україні, Білорусі, Литві, Словаччині та Чехії. Крім того її використовують поляки, що емігрували з Польщі. Найбільші такі групи перебувають у Західній Європі (Німеччина, Франція, Велика Британія), в Америці (США, Канада, Бразилія, Аргентина), в Австралії та Ізраїлі.

Через значне розпорошення поляків за кордоном і відсутність сучасних досліджень поширености польської мови серед них, сьогодні досить складно точно оцінити кількість носіїв мови за межами Польщі. У різних джерелах ця кількість коливається від 3,5 до 10 мільйонів. Саме через ці неточності немає точних даних щодо кількості носіїв польської мови у світі загалом.
     Мова більшости

## Історія
Польська мова походить із праіндоєвропейської за посередництва праслов'янської, чиї сліди можна віднайти в чергуваннях. Виділення польської мови відбулося у 8-9 ст., коли настав остаточний розпад праслов'янської єдности. В той же час почала формуватися польська державність, зміцнена після прийняття християнства 966 року за часів князя Мешка I. Втім якийсь час польська залишалася мовою усного спілкування, оскільки функції книжної мови виконувала латина.

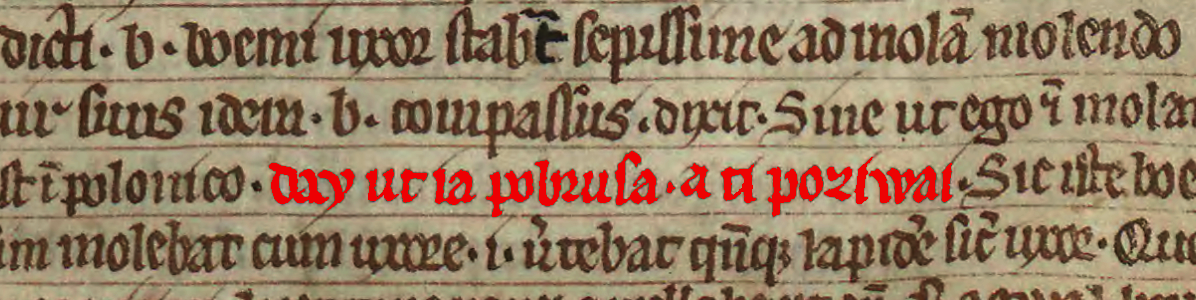
Перше речення, записане польською мовою: Day ut ia pobrusa, a ti poziwai (в сучасному правописі daj, ać ja pobruszę, a ty poczywaj)

Перше речення, записане польською мовою, міститься в монастирській «Книзі генриковій» (від назви міста Генрикова біля Вроцлава), датованій 1279 роком. Воно має такий вигляд: «daj, ać ja pobruszę, a ty poczywaj» (дай, хай я молотиму, а ти відпочивай) — так звернувся польський селянин до своєї дружини, яка молола зерно.
Першим текстом, записаним польською мовою, був лицарський гімн «Bogurodzica» (Богородиця), що походить із 14 ст. Він був дуже популярним у польському війську, тому його неодноразово переписували і доповнювали, внаслідок чого сьогодні існує декілька його версій — від дво- до двадцятидвострофної.
Літературна мова сформувалася в 16 ст. на базі великопольських, малопольських та мазовецьких говірок. За періодизацією літературну мову поділяють на такі етапи:
- Давньопольська мова — до 1500 року;
- Середньопольська мова — з XVI століття по другу половину XVIII століття.
- Новопольська мова — з другої половини XVIII століття.

### Історія фонетики
Після відокремлення польських говорів від праслов'янської єдности в них відбувалися такі процеси:
- Прелабіалізація[pl] (поява протетичного /v/):
прасл. *ǫglь («вугілля») > vąglь > węgiel
- Пом'якшення приголосних перед голосними переднього ряду (/i/, /ь/, /e/, /ę/, /ě/):
прасл. *sę («себе, -ся») > siĄ > się
прасл. *bělъjь («білий») > biały
- Лехітська переголосовка, тобто перехід /e/ > /o/ (з пом'якшенням попереднього), /ě/ > /a/ (з пом'якшенням попереднього):
прасл. *nesǫ («несу») > niosę, але *nesešь («несеш») > niesiesz
прасл. *bělъjь > biały, але *bělitь («білить») > (on) bieli
- Зникнення слідів переходу ě в a після j, š, ž, č у дієсловах:
прасл. *slyšati («чути») — *slyšalъ («чув») — *slyšali («чули») > słyszeć, słyszał, słyszeli (пор. рос. слышать)
прасл. *wisěti («висіти») — *wisělъ («висів») — *wisěli («висіли») > wisieć, wisiał, wisieli
винятками є тільки *stojati, *bojati > діал. stojać, bojać (у великопольських говорах, у той час як у малопольських і літературній мові існують тільки stać, bać)
- Занепад редукованих голосних у слабкій позиції і перехід їх у сильній позиції в /e/:
прасл. *pьsъ («пес») > pies, але *pьsa («пса») > psa
прасл. *sъnъ («сон») > sen
- Виникнення довгих голосних у результаті:
злиття двох складів в один (групи типу ojo) — стягнення: прасл. *nogojǫ («ногою») > nogą
заміщення занепаду редукованих (компенсувальне подовження)
збереження давньої довготи під новоакутовим наголосом
- Зникнення довгих голосних:
довгота /iː/, /yː/, /uː/ зникла безслідно на початку XVI століття
Наприклад: прасл. *kurъ («півень») > kuːr > kur
довгота /aː/, /oː/, /ą:/ змінилася на «звуженість» (пол. pochylenie) цих голосних на початку XVI століття
звук /oː/ перейшов в /ó/ (/o/ звужене), яке згодом злилося з /u/
Наприклад: прасл. *Bogъ («Бог») > Boːg > Bóg, але *Boga («Бога») > Boga > Boga
- Праслов'янські носові /ǫ/ та /ę/ зазнали змішання:
  - близько 1000 року були 4 окремі носові звуки: короткі і довгі /ǫ/ та /ę/
  - у XII столітті вимова /ǫ/ і /ę/ зблизилася до /ą/ (носового /a/)
  - у XIII та XIV століттях різниця між носовими полягала тільки в довготі, позначалися вони спільним знаком ø
  - короткий звук /ą/ перейшов у /ę/ (нетиповий процес, у деяких діалектах залишилося носове /a/), довгий звук /ą/ — в /å/ (звужене носове /a/), а потім — у носове /o/ (у графіці залишилося ą)

Наприклад: прасл. *nesǫtь («несуть») > niosąː > nioså > niosą, але прасл. *nesǫ («несу») > niosą > niosę
- різниця між звуком /å/ (звуженим /a/) і ясним (незвуженим) /a/ зникла XVIII столітті, у багатьох діалектах йому відповідає /o/: pon («пан», замість літ. pan)
- звук /é/ (звужене /e/) в XIX столітті вимовлявся вже повністю, так само як і /y/ (пор. «daléj, daléj/niech się na powietrzu spali» — у поемі «Діди» А. Міцкевича)
- розвиток складових приголосних (літерами позначені: X — довільний, T — передньоязиковий, T´ — передньоязиковий пом'якшений, W — губний, K — задньоязиковий, Č — шиплячий, що походить з палаталізованого задньоязикового)
  - Xr̥X, Xr̥´T > XarX, у порядку винятку Xr̥´T > X´arT, XrX > XurX, XorX: прасл. *kr̥kъ («карк») > kark, прасл. *čr̥´nъjь («чорний») > czarny, прасл. *zr̥´no («зерно») > ziarno
  - Xr´T´ > XirT´ > X´erT´: прасл. *vr̥´titi («воротити») > wiercić
  - Xr´K, W > XirzX > X´erzX, у порядку винятку XarX: прасл. *vr̥´xъ («верх») > wierzch, прасл. *vr̥´ba («верба») > wierzba, прасл. *pr̥´xy («пархи») > parchy, але прасл. *pr̥´chnąti («тікати») > pierzchnąć
  - як правило, ir, irz > ´er, ´erz: прасл. *sěkyra («сокира») > siekira > siekiera
  - TlX, Tl´X > TłuX: прасл. *dl̥´gъjь («довгий») > długi, прасл. *stl̥pъ («стовп») > stłup > słup
  - Tln, Tl´n > Tłun > Tłon: прасл. *sl̥nьce («сонце») > słuńce > słońce
  - W, KlX, Wl´T > XełX, іноді WlX > WołX, WułX: прасл. *kl̥basa («ковбаса») > kiełbasa, прасл. *vl̥´na («вовна») > wełna, прасл. *ml̥va («мова») > mołwa > mowa[ком. 1], прасл. *pl̥kъ («полк», «похід») > pułk
  - Čl´X > ČełX > ČołX: прасл. *čl̥´nъ («човен») > czółno, прасл. *žl̥´tъjь («жовтий») > żółty
  - Wl´T´, W, K > Wl´X: прасл. *vl̥´kъ («вовк») > wilk
- четверта палаталізація сполучень ke, ky, ge, gy > kie, ki, gie, gi: прасл. *bogyni («богиня») > bogini.
- посилення м'якости: s´, z´, t´, d´, n´ > ś, ź, ć, dź, ń.
наприклад, прасл. *losь («лось») > łos´ > łoś
- перехід м'яких зубних у шиплячі: прасл. *gostь («гість») > gost´ > gość, прасл. *sъpi («спи») > spi > śpi
- зникнення м'якости
  - š, ž, č, dž, c´, dz´, r´ (> ř) та l´ (але не перед /i/; тверде /l/ > ł) втратили м'якість у будь-якій позиції.

наприклад: прасл. *či («чи») > czy
  - p´, b´, w´, f´, m´ втратили м'якість наприкінці словосполучення і перед приголосним:

прасл. *goląbь («голуб») > gołĄːb´ > gołąb
  - s´, z´, t´, d´, n´ іноді втрачали м'якість перед твердим приголосним:

прасл. *kotьnъjь («кітний») > kot´ny: > kotny
- спрощення груп приголосних
  - kń > kś: прасл. *kъnędzь («князь») > kniĄːdz > ksiądz
  - čs > cs > c, dźs > ćs > c, žs > šs > ss > s: прасл. *čso («що») > co, lud — ludzki /lucki/ < ludźski, bogaty — bogactwo < bogaćstwo, Bóg — boski < bożski, Włochy — włoski < włoszski, Ruś — ruski < прасл. *rusьskъjь («руський»).
  - śćc > jc, dźc > ćc > jc: прасл. *městьce («місце») > mieśćce > miejsce, прасл. *otьca («вітця») > oćca > ojca, rajca < radźca («радник»)
  - źdźs > śćs > js: miasto — miejski < mieśćski, ujazd — ujejski < ujeźdźski, sześćset («шістьсот») вимовляється як /szejset/
  - sr´- > s´r´- > śrz- > śr-, аналогічно zr´- > źr- (великопольські й сілезькі говірки в strz-, zdrz-, малопольські — в rś-, rź-): sreda > środa (strzoda, rsioda), прасл. *zrěnica («зіниця») > źrenica (zdrzenica, rzienica)
  - zgn, rgn, rgm > zn, rn, rm: rozgniewać się > rozniewać się, burgmistrz (від нім. Bürgermeister) > burmistrz
  - rdc, zdn, łdn, cztw, stb, stł, stl > rc, zn, łn, czw, zb, sł, śl: прасл. *sr´dьce > sierdce > serce, cztwarty («четвертий») > czwarty
- склад ji спрощується до /i/: прасл. *dojiti («доїти») > doić, прасл. *jixъ («їх») > ich
- вокалізація звука l, тобто наближення його до /w/: прасл. *kolo («коло, колесо») > koło (початково в зубний приголосний /ł/, і нарешті в /w/; /kowo/)
- наголос, що був у праслов'янській рухомим, закріплюється спочатку на першому, а потім на передостанньому складі.

## Фонетика
Особливості польської фонетики:
1. Наявність носових голосних ą та ę: dąb («дуб»), sąd («суд»), pięć («п'ять»), mięso («м'ясо»). Польська, а також споріднена з нею кашубська є єдиними сучасними слов'янськими мовами, що зберегли праслов'янські носові, але ці звуки в них не залишилися непорушними, зазнавши певних змін у процесі лехітської переголосовки;
2. Постійний наголос на передостанньому складі;
3. Заміна властивих українській та більшості інших слов'янських мов м'яких або твердих приголосних t, d, r на ć, dź, rz («ж»): ciasto (тістечко), dzień (день), rzeka (річка);
4. Чергування е перед передньоязиковими твердими приголосними, залежно від походження, з а чи о: wierzyć (вірити) — wiara (віра), nieść (нести) — niosę (несу);
5. Чергування сполучення -er- після м'яких перед передньоязиковими твердими приголосними з -ar-: twierdzić (твердити) — twardy (твердий);
6. Чергування перед кінцевими дзвінкими приголосними ó («у») з о, ą з ę: bób (біб) — bobu (бобу), błąd («помилка») — błędu («поми́лки»).

### Голосні
|         | Передні  | Передні | Середні | Задні    | Задні |
| ------- | -------- | ------- | ------- | -------- | ----- |
| Оральні | Назальні | Оральні | Середні | Назальні |       |
| Високі  | i        |         | ɨ       | u        |       |
| Середні | ɛ        | ɛ̃       |         | ɔ        | ɔ̃     |
| Низькі  |          |         | a       |          |       |

Назальні голосні [ɛ̃] та [ɔ̃] мають сильну тенденцію до дифтонгізації (до [ɛ̃ɯ̃] та [ɔ̃ũ]).

### Приголосні
Польська має 27 приголосних фонем і два півголосних (апроксиманти).
|              | Губно-губні | Губно-зубні | Зубні | Ясенні | Заясенні | Т.-піднеб. | М.-піднеб. |
| ------------ | ----------- | ----------- | ----- | ------ | -------- | ---------- | ---------- |
| Проривні     | p b         |             | t d   |        |          |            | k g        |
| Африкати     |             |             | t͡s d͡z |        | ʈ͡ʂ ɖ͡ʐ    | t͡ɕ d͡ʑ      |            |
| Носові       | m           |             | n     |        |          | ɲ          | ŋ          |
| Дрижачі      |             |             |       | r      |          |            |            |
| Фрикативні   |             | f v         | s z   |        | ʃ ʒ      | ɕ ʑ        | x          |
| Бокові       |             |             |       | l      |          |            |            |
| Напівголосні | w           |             |       |        |          | j          |            |

## Графіка

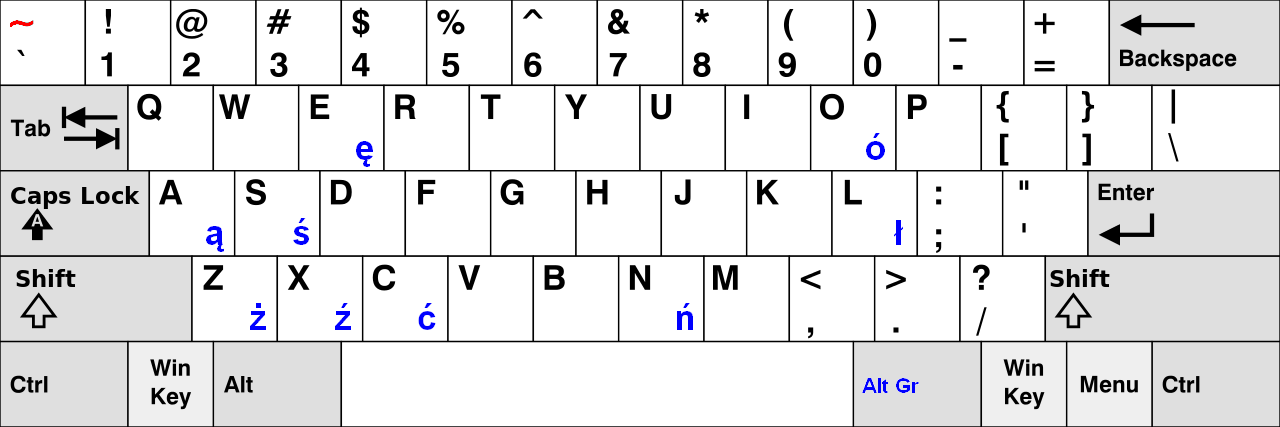
Польська розкладка клавіатури.

Польський алфавіт складається з 32 літер:
| A a | ą   | B b | C c | Ć ć | D d | E e | ę   |
| F f | G g | H h | I i | J j | K k | L l | Ł ł |
| M m | N n | ń   | O o | Ó ó | P p | R r | S s |
| Ś ś | T t | U u | W w | y   | Z z | Ź ź | Ż ż |

Примітки.
- Букви Ą, Ę, Ń і Y не вживаються на початку слова, тому можуть бути прописними тільки при написанні всього слова прописними буквами. Літера Ó трапляється на початку слова лише в кількох словах (здебільшого в словах ósemka, ósmy (вісімка, восьмий) та ów (той) і похідних від них).
- Букви Ć, Ń, Ś та Ź перед голосними втрачають знак м'якости, але між ними і голосним з'являється i. Таким чином: się — правильно, а śę — неправильно тощо.
- Q, V та X використовуються тільки в словах іноземного походження, які не полонізувалися.
- Окрім перелічених вище літер у польській мові часто трапляються диграфи, які передають окремі звуки. Всього існує сім різних диграфів: Ch, Cz, Dz, Dź, Dż, Rz, Sz.

## Граматика

### Іменник і прикметник
Польські іменники, займенники та прикметники відмінюються за сімома відмінками (як і в українській):
- називний (mianownik)
- родовий (dopełniacz)
- давальний (celownik)
- знахідний (biernik)
- орудний (narzędnik)
- місцевий (miejscownik)
- кличний (wołacz)

Кличний відмінок вживають переважно у формальному контексті; натомість у розмовному використовують називний: Janie! — Jan! Кличний відмінок не упускають при осудливому звертанні: złodzieju! — злодію!; idioto! — ідіоте!.
В сучасній польській є лише два числа — однина й множина. Раніше була також двоїна, проте вона зникла в 15 ст. і сьогодні її можна простежити лише в кількох випадках. Наприклад, приказка «Mądrej głowie dość dwie słowie» (Мудрому достатньо двох слів) граматично є некоректною (мало би бути «Mądrej głowie dość dwa słowa»), проте dwie słowie в цьому випадку є залишком двоїни.
Польська система родів має три категорії: роду (чоловічий, середній, жіночий), особовості (особова та неособова) та істотності (істота та неістота). Особовість та істотність мають значення лише для іменників чоловічого роду, поділяючи їх на три групи: чоловічо-особові, чоловічо-тваринні та чоловічо-речові. У парадигмі відмінювання ці три групи стоять на одному рівні з іменниками жіночого та середнього роду. Цей поділ особливо відчутно при утворенні множини.
| Рід                | Називний однини | Називний однини | Знахідний однини | Знахідний однини | Називний множини | Називний множини | Значення      |
| Рід                | Прикметник      | Іменник         | Прикметник       | Іменник          | Прикметник       | Іменник          | Значення      |
| ------------------ | --------------- | --------------- | ---------------- | ---------------- | ---------------- | ---------------- | ------------- |
| Чоловічо-особовий  | nowy            | uczeń           | nowego           | ucznia           | nowi             | uczniowie        | «новий учень» |
| Чоловічо-тваринний | nowy            | pies            | nowego           | psa              | nowe             | psy              | «новий пес»   |
| Чоловічо-речовий   | nowy            | stół            | nowy             | stół             | nowe             | stoły            | «новий стіл»  |
| Жіночий            | nowa            | szafa           | nową             | szafę            | nowe             | szafy            | «нова шафа»   |
| Середній           | nowe            | krzesło         | nowe             | krzesło          | nowe             | krzesła          | «нове крісло» |

В однині прикметник розрізняє чотири групи (1 і 2 зливаються), а в множині — дві (2, 3, 4, 5 зливаються). Особові займенники розрізняють три групи в однині і дві в множині (див. таблицю):
| Рід                | Однина | Множина |
| ------------------ | ------ | ------- |
| Чоловічо-особовий  | on     | oni     |
| Чоловічо-тваринний | on     | one     |
| Чоловічо-речовий   | on     | one     |
| Жіночий            | ona    | one     |
| Середній           | ono    | one     |

### Дієслова
Польські дієслова також відмінюються за родом, особою та числом, а от часові форми значною мірою спростилися (зникли давні аорист, імперфект та плюсквамперфект). У сучасній мові дієслова розрізняють за такими показниками:
- три часи (теперішній, минулий і майбутній)
- три способи (дійсний, наказовий та умовний)
- три стани (активний, пасивний та зворотний).

Крім того, як і в українській, дієслово має поняття виду — доконаного й недоконаного.
Особові займенники в ролі підмета зазвичай не вживаються, а розуміння того, хто виконує дію, дають особові закінчення: piszę — «(я) пишу», piszesz — «(ти) пишеш», pisze — «(він/вона/воно) пише», piszemy — «(ми) пишемо», piszecie — «(ви) пишете», piszą — «(вони) пишуть». Вживання особового займенника (ja, ty, on/ona/ono, my, wy, oni) разом з особовою формою дієслова означає, що на ній хочуть зробити сенсовий наголос: ja tobie mówię! — «це я́ тобі кажу!»
З праслов'янської системи минулих часів у польській зберігся тільки перфект, який і представляє в ній минулий час. Дієслово-зв'язка (особова форма дієслова «бути») перетворилося на дієслівний постфікс, що приєднується до форми минулого часу дієслова в першій і другій особах: pisałem — «(я) писав», pisałeś — «(ти) писав», pisaliśmy — «(ми) писали», pisaliście — «(ви) писали». У третій особі постфікс не вживається: pisał — «(він) писав», pisała — «(вона) писала», — pisali «(вони) писали».
Приблизне уявлення про польське дієвідмінювання можна скласти на основі відмінювання дієслова być («бути»):
| Однина         | Множина     |                                  |                                 |                    |                                      |                                         |
| Теперішній час | Перша особа | jestem — «я є», «(я) єсьм»       | jesteśmy — «ми є», «(ми) єсьмо» |                    |                                      |                                         |
| Теперішній час | Друга особа | jesteś — «ти є», «(ти) єси»      | jesteście — «ви є», «(ви) єсте» |                    |                                      |                                         |
| Теперішній час | Третя особа | jest — «він/вона/воно є», «єсть» | są — «вони є», «(вони) суть»    |                    |                                      |                                         |
|                |             |                                  |                                 |                    |                                      |                                         |
| Однина         | Однина      | Однина                           | Множина                         | Множина            |                                      |                                         |
|                |             | Чоловічий                        | Жіночий                         | Середній           | Чол.-особова                         | Інші                                    |
| Минулий час    | Перша особа | byłem — «я був»                  | byłam — «я була»                | —                  | byliśmy — «ми були» (про чоловіків)  | byłyśmy — «ми були» (про жінок і речі)  |
| Минулий час    | Друга особа | byłeś — «ти був»                 | byłaś — «ти була»               | —                  | byliście — «ви були» (про чоловіків) | byłyście — «ви були» (про жінок і речі) |
| Минулий час    | Третя особа | był — «він був»                  | była — «вона була»              | było — «воно було» | byli — «вони були» (про чоловіків)   | były — «вони були» (про жінок і речі)   |
|                |             |                                  |                                 |                    |                                      |                                         |
| Однина         | Множина     |                                  |                                 |                    |                                      |                                         |
| Майбутній час  | Перша особа | będę — «я буду»                  | będziemy — «ми будемо»          |                    |                                      |                                         |
| Майбутній час  | Друга особа | będziesz — «ти будеш»            | będziecie — «ви будете»         |                    |                                      |                                         |
| Майбутній час  | Третя особа | będzie — «він/вона/воно буде»    | będą — «вони будуть»            |                    |                                      |                                         |

## Міжмовні зв'язки

### Польсько-українські
Українсько-польські міжмовні контакти є дуже давніми, вони стосуються не лише періоду перебування частини України в складі Речі Посполитої та міжвоєнної Польщі, але й часів Русі. Впливу на рівні фонетики, морфології та лексики зазнали не лише говірки на межі мов, але й обидві літературні мови.
Хоча польська та українська мови належать до різних груп (західнослов'янської та східнослов'янської), від початку виділення обох мов зі праслов'янської їхній розвиток часто був паралельним (наприклад, фонетичні зміни того періоду: в українській *wъlъ → волъ → вуол → вуіл → віл, у польській *wъlъ → wół).
Під впливом української польська мова втратила різницю між короткими (а) та довгими (аа) голосними: в сучасній польській літературній мові збереглися тільки а, ą, о, е, ę, u (ó), у, і, втрачено тонкі розрізнення між закритими й відкритими варіантами кожного звука (через те, що їх не могли засвоїти нові носії польської, колишні носії української мови — вони збереглися тільки в польських говірках). Під впливом колишніх носіїв української мови, що не могли вимовити польського rz, подібного до чеського ř, замінюючи його на ż (ж), у польській мові зникло розрізнення rz < *rj і ż (morze, «море» вимовляється так само, як і może — «може») — воно зберігається тільки в деяких польських говірках. Українська мова вплинула й на граматику польської мови, що зумовило за наявности спільного підмета заміну модально-з'ясувальних і цільових підрядних речень інфінітивними зворотами, приєднаними до головного речення сполучниками żeby (iżby), aby «щоб, аби» (при неможливості такої заміни в чеській мові): Przyszedłem, aby (żeby) go zobaczyć — «Я прийшов, щоб (аби) його побачити», але чеськ. Přišel jsem, abych ho uviděl — (букв.) «Я прийшов, щоб (я) його побачив».
Польська мова має низку українських запозичень, про походження яких свідчить їхня фонетична форма: повноголосся, h (замість польського g), непом'якшеність приголосних перед е: czereśnia (застаріле trześnia) — «черешня»; пол. czereda — «натовп, юрба» (питомо пол. trzoda — «стадо»); пол. porohy — «річкові пороги» (і питомо progi — «пороги (при дверях)», в однині próg — «поріг»), пол. hołoble — «голоблі», пол. hołota — «наволоч; (заст.) голота», пол. hołysz — «голяк» (і питомо пол. goły — «голий»), пол. hreczkosiej — «гречкосій» (і польське пол. gryka — «гречка»), пол. serce (і давнє пол. sierce) — «серце».
Під впливом польської мови в українській літературній мові у кінці складу та слова зараз вживається тверде р : писарь → писар, гърькый → гіркий). У граматиці завдяки польському впливові в українській літературній мові набуло загального поширення закінчення -ові (-еві): чоловікові, коневі (давальний відмінок однини чоловічого роду), хоча ця форма є питомо українською (зафіксованою ще у графіті часів Русі на стінах Софійського собору в Києві), що веде походження від праслов'янського типу відмінювання з основою на *ŭ (так званий тип сынъ).
До української мови увійшли деякі польські слова (хоча набагато більше було слів латинського та німецького походження, що засвоїлися за посередництвом польської мови, ніж власне польських слів): певен/певний (пол. pewien, pewny < прасл. *ръvьnъ(jь) < *ръvati, що при українському походженні мало б дати *повний; хлопець — пол. chłopiec (chłop) (при питомому холоп); червоний — пол. czerwony (давньопольс. czyr(z)wiony) (при українському діалектному черлений < чьрвленый); поетичне злото — пол. złoto (золото); квіти — пол. kwiaty (при цвіт, діалектне цвіти); строкатий < *срокатий — пол. srokaty (пор. сорока, діалектне сорокатий — пол. sroka «сорока»)
Кожна з мов передавала іншій також власні фразеологічні звороти або ставала посередницею для передачі фразеологізмів інших мов. Так, польська мова була безпосереднім джерелом, звідки взято (з відповідними змінами) зворот «Як ся маєш?» пол. («Jak się masz?», для якого першоджерелом — за чеського посередництва — була мова панонських слов'ян). Водночас джерелом для польського звороту пол. bić czołem «бити чолом» (звідки пол. czołobitny «принижений») була українська мова (пор. укр. бити чолом).

## Приклад

### Вигляд
«Заповіт» Тараса Шевченка польською мовою у перекладі Пастернака.
| Testament Kiedy umrę to na wzgórzu: Wznieście mi mogiłę, Pośród stepu szerokiego: Ukrainy miłej. Aby łany rozłożyste: I brzeg Dniepru stromy: Można było widzieć, słyszeć Jego grzmiące gromy. Gdzie uniesie z Ukrainy: Do sinego morza: Wrażą krew… dopiero wtedy: I łany, i wzgórza — : Wszystko rzucę i ulecę Do samego Boga, Aby modlić się… aż dotąd… Pochowajcie mnie i wstańcie, I kajdany rwijcie, I posoką, wrażą juchą, Wolność swą obmyjcie. Mnie zaś w wielkiej już rodzinie, W kraju wolnym, nowym, Pamiętajcie wspomnieć czasem: Dobrym, cichym słowem. |

### Порівняння
| Польською | Чеською | Словацькою | Українською |
| --- | --- | --- | --- |
| Rada Europejska wskazuje Unii Europejskiej ogólny kierunek działań politycznych i wytycza jej ogólne priorytety. Wraz z wejściem w życie traktatu z Lizbony 1 grudnia 2009 r. zyskała status instytucji. | Evropská rada vymezuje obecné politické směry a priority Evropské unie. Dne 1. prosince 2009 se vstupem Lisabonské smlouvy v platnost stala jedním z orgánů EU. | Európska rada stanovuje všeobecné politické smerovanie a priority Európskej únie. Po nadobudnutí platnosti Lisabonskej zmluvy 1. decembra 2009 sa z nej stala inštitúcia. | Європейська Рада визначає загальний напрямок політики та прокладає загальні пріоритети Європейського Союзу. З набранням чинности Лісабонського договору 1 грудня 2009 р. одержала статус інституції. |

### Фрази
- Українська [мова] — Język ukraiński
- Так — Tak
- Ні — Nie
- Привіт! — Cześć!
- Як справи? — Jak się masz?
- Ласкаво просимо! — Witamy!
- До побачення! — Do widzenia!
- Будь ласка — Proszę
- Дякую — Dziękuję
- Даруйте (перепрошую) — Przepraszam
- Пробачте — Przykro mi.
- Як вас звати? — Jak pan/pani ma na imię?
- Мене звати… — Mam na imię…
- Скільки? — Ile?
- Я не розумію. — Nie rozumiem.
- Ви розмовляєте українською мовою? — Czy pan/pani mówi po ukraińsku?
- Я не знаю. — Nie wiem.
- Успіхів! — Powodzenia!
- Приємної подорожі! — Życzę miłej podróży!
- Я тебе кохаю. — Kocham cię. / Kocham ciebie.